# Samba (Ngoura)
Pour les articles homonymes, voir Samba.
Samba  est un village du Cameroun situé dans le département du Lom-et-Djérem de la région de l'Est, précisément au niveau de l'arrondissement Ngoura.

## Population
Selon le recensement de 2005, le village comptait 3 209 habitants, dont 1 613 hommes et 1 596 femmes.